# Liste der Naturschutzgebiete im Landkreis Anhalt-Bitterfeld
Im Landkreis Anhalt-Bitterfeld gibt es 20 Naturschutzgebiete.
| Name des Gebietes    | Bild           | Kennung | WDPA   | Landkreis / Stadt                                      | Beschreibung / Bemerkungen | Standort | Fläche in Hektar | Datum der Verordnung |
| -------------------- | -------------- | ------- | ------ | ------------------------------------------------------ | -------------------------- | -------- | ---------------- | -------------------- |
| Cösitzer Teich       | weitere Bilder | 89      | 162684 | Landkreis Anhalt-Bitterfeld                            |                            | Position | 37,66            | 11.09.1967           |
| Diebziger Busch      | weitere Bilder | 87      | 14461  | Landkreis Anhalt-Bitterfeld                            |                            | Position | 395,82           | 15.12.2003           |
| Dornburger Mosaik    |                | 56      | 162786 | Landkreis Anhalt-Bitterfeld, Landkreis Jerichower Land |                            | Position | 45,83            | 15.12.2003           |
| Jütrichauer Busch    | weitere Bilder | 41      | 163961 | Landkreis Anhalt-Bitterfeld                            |                            | Position | 26,21            | 25.01.1926           |
| Möster Birken        | weitere Bilder | 119     | 164700 | Landkreis Anhalt-Bitterfeld                            |                            | Position | 53,92            | 15.12.2003           |
| Muldetalhang Rösa    |                | 274     | 378129 | Landkreis Anhalt-Bitterfeld                            |                            | Position | 65,25            | 27.03.2006           |
| Nedlitzer Niederung  |                | 37      | 14449  | Landkreis Anhalt-Bitterfeld                            |                            | Position | 167,41           | 30.03.1961           |
| Neolith-Teich        | weitere Bilder | 88      | 14462  | Landkreis Anhalt-Bitterfeld                            |                            | Position | 107,22           | 15.12.2003           |
| Osterwesten          |                | 54      | 164963 | Landkreis Anhalt-Bitterfeld                            |                            | Position | 101,35           | 28.09.1990           |
| Platzbruch           |                | 40      | 165009 | Landkreis Anhalt-Bitterfeld                            |                            | Position | 22,4             | 30.03.1961           |
| Rahmbruch            |                | 38      | 165088 | Landkreis Anhalt-Bitterfeld                            |                            | Position | 46,5             | 30.03.1961           |
| Schlauch Burgkemnitz |                | 163     | 165405 | Landkreis Anhalt-Bitterfeld                            |                            | Position | 66,54            | 13.12.1995           |
| Schleesen            |                | 39      | 165406 | Landkreis Anhalt-Bitterfeld                            |                            | Position | 50,21            | 30.03.1961           |
| Steinhorste          | weitere Bilder | 187     | 319153 | Landkreis Anhalt-Bitterfeld                            |                            | Position | 38,74            | 28.05.1999           |
| Taubequellen         | weitere Bilder | 162     | 165836 | Landkreis Anhalt-Bitterfeld                            |                            | Position | 48,06            | 12.12.1995           |
| Tiefkippe Schlaitz   |                | 170     | 165893 | Landkreis Anhalt-Bitterfeld                            |                            | Position | 57,72            | 06.12.1996           |
| Untere Mulde         | weitere Bilder | 120     | 14470  | Dessau-Roßlau, Landkreis Anhalt-Bitterfeld             |                            | Position | 1191,23          | 16.12.2003           |
| Vogtei               |                | 133     | 166088 | Landkreis Anhalt-Bitterfeld                            |                            | Position | 70,73            | 17.03.1983           |
| Wulfener Bruchwiesen | weitere Bilder | 132     | 14477  | Landkreis Anhalt-Bitterfeld                            |                            | Position | 574,73           | 15.12.2003           |

## Quelle
- Landesverwaltungsamt Sachsen-Anhalt
- Common Database on Designated Areas Datenbank, Version 14